# Владивосток, год 1918
«Владивосток, год 1918» — советский исторический художественный фильм, снятый в 1982 году режиссёром Эдуардом Гавриловым. В фильме показаны события, предшествующие интервенции Антанты и Японии на Дальнем Востоке.

## Сюжет
1918 год. На здании Владивостокского Совета депутатов развевается красный флаг, а на рейде стоят корабли Антанты и императорской Японии, которые в любую минуту могут начать интервенцию. 24-летний большевик Константин Суханов, находясь на посту председателя Владивостокского Совета, вместе со своими соратниками семь месяцев боролся за сохранение на Дальнем Востоке советской власти и предотвращение гражданской войны. Но силы неравны. В ход идут подкупы и шантаж, поджоги и убийства. Суханов убит, а до окончательной победы советской власти на Дальнем Востоке предстоят ещё долгие четыре года интервенции и марионеточных правительств.

## В ролях
- Василий Бочкарёв — Суханов
- Марина Левтова — Шура, жена Суханова
- Михаил Жигалов — Мельников
- Ольга Науменко — Логинова
- Андрей Ростоцкий — Сибирцев
- Андрей Мартынов — Никифоров
- Александр Лазарев — Джолион
- Леонид Марков — Крайнов
- Александр Вокач — Циммерман
- Игорь Дмитриев — Гирса
- Болот Бейшеналиев — Исато
- Владимир Прокофьев — Кино
- Георгий Назаренко — Раев
- Янис Паукштелло — Вильямс
- Алексей Сафонов — Грачек
- Юрий Сорокин — Богоуш

## Съёмочная группа
- Автор сценария: Павел Демидов
- Режиссёр: Эдуард Гаврилов
- Оператор: Инна Зарафьян
- Художник: Сергей Серебреников
- Монтаж: Мария Родионова
- Композитор: Вениамин Баснер
- Звукооператор: Дмитрий Боголепов
- Тексты песен: Михаил Матусовский
- Ленинградский концертный оркестр, дирижёр: Анатолий Бадхен
- Директор фильма: Яков Сапожников